# Bianqing

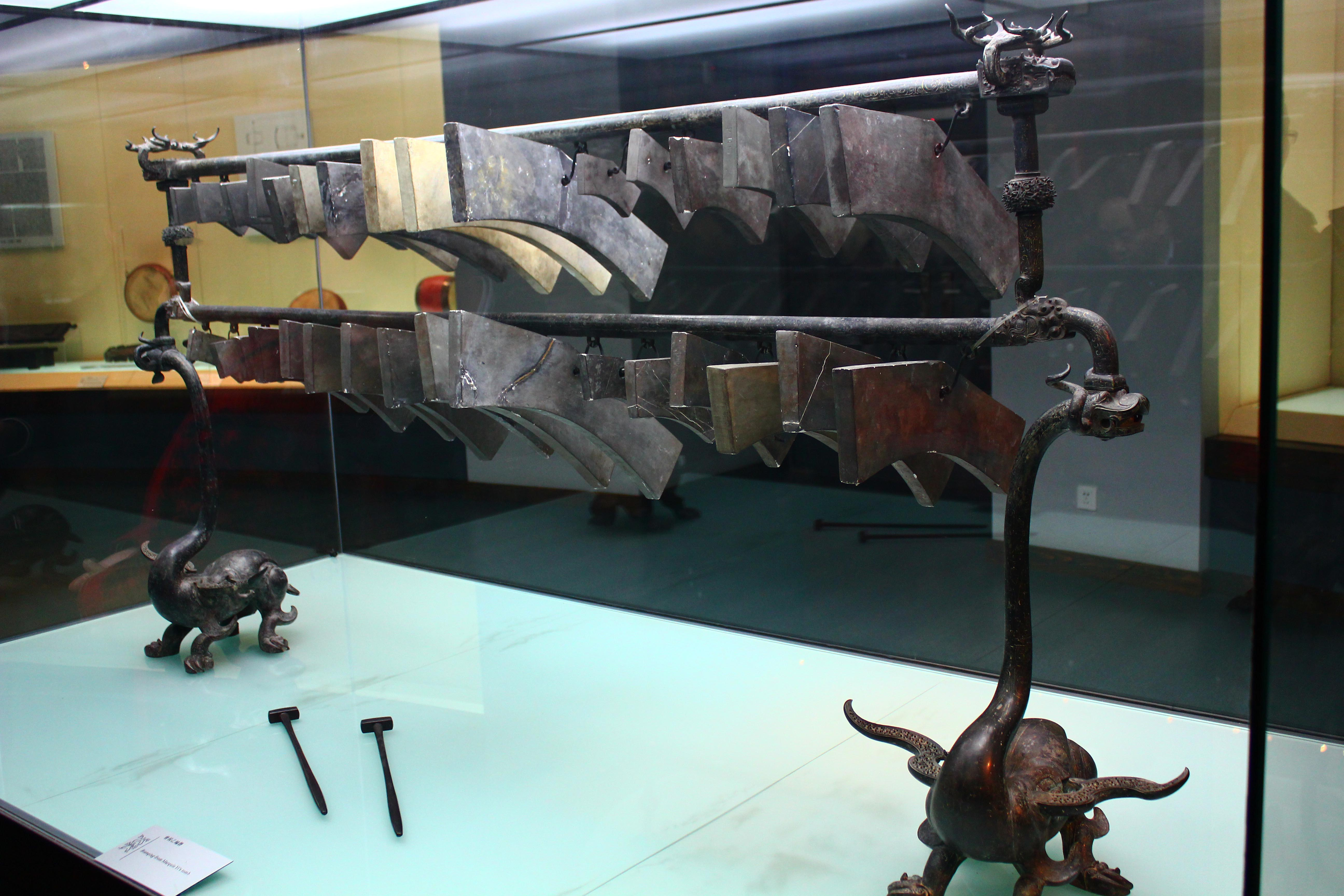
Bianqing aus dem Grab des Markgrafen Yi von Zeng (um 430 v. Chr.) im Provinzmuseum Hubei in der Provinzhauptstadt Wuhan

Bianqing (chinesisch 編磬 / 编磬, Pinyin biānqìng, englisch Chinese stone chimes), das auch als shibianqing (石编磬,  shíbiānqìng) bezeichnet wird, ist ein altes chinesisches Klangsteinspiel, das aus einem Satz von meist L-förmigen Klangsteinen (Lithophonen, 磬 / 磬,  qìng) besteht, die mit einem hölzernen Hammer zum Klingen gebracht werden. Die Klangsteine hängen an einem Holzgestell.
Zusammen mit dem bronzenen Glockenspiel (bianzhong) war das bianqing ein wichtiges Instrument der chinesischen Ritual- und Hofmusik. Es bestand zumeist aus 16 Klangsteinen. Im Grab des Markgrafen Yi von Zeng wurde ein Klangsteinspiel aus 32 Klangsteinen entdeckt. Auch im Grab des Königs von Nanyue (Nányuè wáng mù) in Kanton, dem Grab des Nan-Yue-Herrschers Zhao Mo (趙眜) aus der Westlichen Han-Zeit, wurde ein Klangsteinspiel entdeckt.
Bereits in der Erlitou-Kultur zur Zeit der Xia kannte man Klangsteine, wie der Fund in der bronzezeitlichen Stätte Dōngxiàféng (东下冯) (ca. 1900–1500 v. Chr.) in der Provinz Shanxi belegt.
Neben aus Steinen gefertigten gibt es auch Klangsteinspiele aus Jade und – dem Zhongguo yinyue cidian zufolge – auch aus Bronze.
Ein ähnliches Instrument, das auf chinesische Ursprünge zurückgeht, findet sich in Korea, wo es p’yǒn’gyǒng (pyeongyeong 편경) genannt wird und noch heute in koreanischer Hof- und Ritualmusik Verwendung findet. Die vietnamesische Variante heißt biên khánh. Ein leichterer tragbarer Nachfolger dieser als Melodieinstrument eingesetzten Idiophone ist das Gongspiel yunluo.